# 霍季夫卡
50°8′45″N 25°37′10″E / 50.14583°N 25.61944°E
霍季夫卡（烏克蘭語：Хотівка），是烏克蘭的村落，位於該國西部捷爾諾波爾州，由克列梅涅茨區負責管轄，始建於1549年，面積0.68平方公里，2001年人口146，人口密度每平方公里214.7人。